# Aeroport de Fukuoka
L'Aeroport de Fukuoka (japonès: 福岡空港, Fukuoka Kūkō) (codi IATA: FUK, codi OACI: RJFF) és un aeroport de Fukuoka, a l'illa de Kyūshū del Japó. Es troba al bell mig del districte de Hakata.
Malgrat tenir una sola pista d'aterratge, l'Aeroport de Fukuoka és el principal aeroport de l'illa de Kyūshū i un dels principals del Japó, situat entre els quatre o cinc primers a nivell de trànsit de passatgers. De fet, amb dades de 2017, era el quart aeroport del món amb una sola pista per trànsit de passatgers després dels aeroports de Chhatrapati Shivaji (Bombai), Gatwick (Londres) i Sabiha Gökçen (Istanbul). Com que l'aeroport està envoltat d'una zona residencial, els vols acostumen a acabar cada dia a les 22.00h i l'operació recomença a les 07.00h.
L'aeroport es va construir l'any 1944 com a Aeròdrom de Mushiroda per part del Servei Aeri de l'Exèrcit Imperial Japonès. Després de la Segona Guerra Mundial, van passar a usar-lo les Forces Aèries dels EUA amb el nom de Base Aèria d'Itazuke des del 1945 fins al 1972. Es va deixar de fer servir en un moment de reducció generalitzada de les Forces Armades dels EUA al Japó.
L'aeroport està connectat amb el transport públic de la ciutat amb una estació del metro de Fukuoka.